# Туичи
Туичи (Рио-Туичи, исп. Río Tuichi) — река на севере Боливии, в департаменте Ла-Пас, левый приток Бени. Берёт начало на восточных склонах гор Кордильера-де-Карабая и Кордильера-Реаль близ Аполо. Прорезает Восточную Кордильеру в направлении на северо-восток. Далее течёт на юго-восток и впадает в Бени к югу от города Рурренабаке.
На реке Туичи и её притоках найдены богатые россыпные месторождения золота. Разработка их нерентабельна.
Река протекает по территории национального парка Мадиди.